# Campionato europeo maschile di pallacanestro Under-18 2016
Il 33º Campionato europeo di pallacanestro maschile Under-18 (noto anche come FIBA Europe Under-18 Championship 2016) si è svolto a Samsun, in Turchia, dal 16 al 22 dicembre 2016.

## Squadre partecipanti
- Bosnia ed Erzegovina
- Croazia
- Finlandia
- Francia
- Germania
- Grecia
- Italia
- Lettonia

- Lituania
- Svezia
- Israele
- Russia
- Serbia
- Spagna
- Turchia
- Slovenia

## Fase a eliminazione diretta

### Tabellone principale
|  | Quarti di finale     | Quarti di finale |                  |        | Semifinali                | Semifinali                |  |  | Finale           | Finale |
|  |                      |                  |                  |        |                           |                           |  |  |                  |        |
|  | 20 dicembre 2016     |                  |                  |        |                           |                           |  |  |                  |        |
|  |                      |                  |                  |        |                           |                           |  |  |                  |        |
|  | Germania             | 78               |                  |        |                           |                           |  |  |                  |        |
|  | Germania             | 78               | 21 dicembre 2016 |        |                           |                           |  |  |                  |        |
|  | Spagna               | 74               |                  |        |                           |                           |  |  |                  |        |
|  | Spagna               | 74               | Germania         | 62     |                           |                           |  |  |                  |        |
|  | 20 dicembre 2016     |                  | Germania         | 62     |                           |                           |  |  |                  |        |
|  |                      | Lituania         | 69               |        |                           |                           |  |  |                  |        |
|  | Lituania             | Lituania         | 69               | 82     |                           |                           |  |  |                  |        |
|  | Lituania             |                  | 22 dicembre 2016 | 82     |                           |                           |  |  |                  |        |
|  | Russia               | 81               |                  |        |                           |                           |  |  |                  |        |
|  | Russia               | 81               | Lituania         | 68     |                           |                           |  |  |                  |        |
|  | 20 dicembre 2016     |                  | Lituania         | 68     |                           |                           |  |  |                  |        |
|  |                      | Francia          | 75               |        |                           |                           |  |  |                  |        |
|  | Italia               | Francia          | 75               | 61     |                           |                           |  |  |                  |        |
|  | Italia               | 21 dicembre 2016 |                  | 61     |                           |                           |  |  |                  |        |
|  | Finlandia            | 56               |                  |        |                           |                           |  |  |                  |        |
|  | Finlandia            | 56               | Italia           | 72     | Finale per il terzo posto | Finale per il terzo posto |  |  |                  |        |
|  | 20 dicembre 2016     |                  | Italia           | 72     | Finale per il terzo posto | Finale per il terzo posto |  |  |                  |        |
|  |                      | Francia          | 82               |        |                           |                           |  |  |                  |        |
|  | Francia              | Francia          | 82               | 75     | Germania                  | 68                        |  |  |                  |        |
|  | Francia              |                  |                  | 75     | Germania                  | 68                        |  |  |                  |        |
|  | Bosnia ed Erzegovina | 61               |                  | Italia | 74                        |                           |  |  |                  |        |
|  | Bosnia ed Erzegovina | 61               |                  |        | 74                        |                           |  |  |                  |        |
|  |                      |                  |                  |        |                           |                           |  |  | 22 dicembre 2016 |        |
|  |                      |                  |                  |        |                           |                           |  |  |                  |        |

## Classifica finale
|  |  |  |  | Qualificate al Campionato mondiale Under-19 2017 |

| Campione d'Europa        | Campione d'Europa    | Campione d'Europa |
| ------------------------ | -------------------- | ----------------- |
| Francia                  |                      |                   |
| Argento                  | Lituania             |                   |
| Bronzo                   | Italia               |                   |
| 4.                       | Germania             |                   |
| 5.                       | Spagna               |                   |
| 6.                       | Bosnia ed Erzegovina |                   |
| 7.                       | Russia               |                   |
| 8.                       | Finlandia            |                   |
| 9.                       | Grecia               |                   |
| 10.                      | Serbia               |                   |
| 11.                      | Slovenia             |                   |
| 12.                      | Turchia              |                   |
| 13.                      | Lettonia             |                   |
| Retrocesse in Division B |                      |                   |
| 14.                      | Croazia              |                   |
| 15.                      | Israele              |                   |
| 16.                      | Svezia               |                   |